# Дама (Арецо)
Дама је насеље у Италији у округу Арецо, региону Тоскана.
Према процени из 2011. у насељу је живело 63 становника. Насеље се налази на надморској висини од 683 м.